# Guangdung
Guangdung prethodno romanizovano kao Kwangtung ili Kanton, je priobalska provincija u Južnoj Kini, na severnoj obali Južnog Kineskog mora. Glavni grad provincije je Guangdžou. Sa populacijom od 126,84 miliona (od 2021. godine) na ukupnoj površini od oko 179.800 km2 (69.400 sq mi), Guangdung je najnaseljenija kineska provincija i njena 15. najveća po površini, kao i treća najmnogoljudnija podela. zemlje na svetu.
Ekonomija Guangdunga je najveća od bilo koje divizije na nivou provincije u Kini, sa BDP-om od 13,57 biliona RMB (1,9 milijardi dolara u nominalnom BDP-u) u 2023. godini, doprinoseći približno 10,6% ekonomskog proizvoda kontinentalne Kine. Guangdung ima raznovrsnu ekonomiju, i bio je poznat kao polazna tačka drevnog kineskog pomorskog puta svile. U njemu se nalaze proizvodni pogoni i uredi velikog broja kineskih i stranih korporacija. Guangdung je imao koristi od svoje blizine finansijskom centru Hongkonga, sa kojim se graniči na jugu. Guangdung je takođe domaćin najvećeg sajma uvoza i izvoza u Kini, Kantonskog sajma, u Guangdžou. Ekonomska zona delte Biserne reke, kineski megalopolis, predstavlja jezgro visoke tehnologije, proizvodnje i spoljne trgovine. U ovoj zoni su dva od četiri najveća kineska grada i dva najveća kineska grada na nivou prefektura po BDP-u: Guangdžou i Šenžen, prve specijalne ekonomske zone u zemlji. Ova dva su među najmnogoljudnijim i najvažnijim gradovima Kine, i postala su dva od najnaseljenijih megagradova na svetu i vodeći finansijski centri u azijsko-pacifičkom regionu.
Guangdung je pretekao Henan i Šandong i postao najmnogoljudnija kineska provincija u januaru 2005. godine, gde je registrovano 79,1 milion stalnih stanovnika i 31 milion migranata koji su živeli u provinciji najmanje šest meseci u godini; ukupan broj stanovnika; bio je 126.012.510 u provinciji prema kineskom popisu iz 2020. godine, koji čini 8,93 odsto stanovništva kontinentalne Kine. To ga čini najmnogoljudnijom administrativnom podelom prvog nivoa u bilo kojoj zemlji van Južne Azije. Ogromnom većinom istorijske provincije Guangdung upravlja Narodna Republika Kina (NRK). Ostrvo Prataš u Južnom kineskom moru je deo okruga Ciđin, Kaosjung, Tajvan (ROC); ostrvo je bilo deo provincije Guangdung pre Kineskog građanskog rata.
Nakon ujedinjenja regiona Lingan tokom dinastije Ćin, imigranti iz centralnih ravnica su se doselili i formirali lokalnu kulturu sa jedinstvenim stilom. Sa spoljnim kretanjem naroda Guangdunga, haka i kantonski jezici, muzika, kuhinja, opera i ceremonija čaja proširili su se širom nacije, jugoistočne Azije i drugih zemalja. Guangdung je takođe bio rodno mesto oca moderne Kine i osnivača Republike Kine Sun Jat Sena. On je proglasio vojnu vladu u eri ratnih vođa. Dva posebna administrativna regiona Hongkong i Makao spadaju u okvir kulturnog uticaja Guangdunga, a njegova kultura i dalje ima dubok uticaj na Kineze u Singapuru i Maleziji, pri čemu velika većina kineske dijaspore u te dve zemlje tvrdi da potiču iz Guangdunga.
Guangdung je takođe jedna od vodećih provincija u istraživanju i obrazovanju u Kini. U njemu se nalazi 160 institucija visokog obrazovanja, koje su na prvom mestu u regionu južne centralne Kine i na drugom među svim kineskim provincijama/opštinama, posle Đangsua. Od 2023. godine, dva velika grada u provinciji rangirana su među 20 najboljih gradova na svetu (Guangdžou 9. i Šenžen 19.) u pogledu rezultata naučnih istraživanja, prema indeksu časopisa Nature.

## Ime
„Guang“ (廣) znači „širok“ ili „ogroman“, i povezano je sa regionom od stvaranja prefekture Guang 226. godine. Naziv „Guang”" je ultimatno potekao od Guangsin (廣信), ispostave osnovane u dinastiji Han u blizini modernog Vudžoua, čije ime je referenca na naređenje cara Vua od Hana da se „široko pružaju usluge i uspostavlja poverenje”. Zajedno, Guangdung i Guangsi se zovu Loeng gwong (兩廣). Tokom dinastije Song, dva Guanga su bila formalno odvojena kao Guangnan Donglu (廣南東路, istočni krug u južnom Guangu) i Guangnan Silu (廣南西路, zapadni krug u južnom Guangu), što je postalo skraćeno kao Guangdung Lu (廣東路) i Guangsi Lu (廣西路).
„Kanton“, iako etimološki potiče od Cantão (portugalska transliteracija od „Guangdung“), obično se sam po sebi odnosi na glavni grad provincije Guangdžou. Istorijski gledano, Kanton se takođe koristio za samu provinciju, ali je često ili navođen kao provincija (npr. Kantonska provincija) ili napisan kao Kvangtung u sistemu Vejd-Džajls, a sada najčešće kao Guangdung u Pinjinu. Lokalno stanovništvo grada Guangdžou (kanton) i njihov jezik se na zovu kantonski. Zbog prestiža Kantona i njegovog akcenta, kantonski se takođe može koristiti, u širem smislu, za filogenetski srodne stanovnike i kineske dijalekte van glavnog grada provincije.

## Istorija

### Praistorija
Neolitsko doba počelo je u delti Biserne reke (珠江三角洲) 7.000 godina pre sadašnjosti (BP), sa ranim periodom od oko 7000 do 5000 BP (oko 5050–3050. p. n. e.), a kasnim periodom od oko 5000 do 3500 BP (oko 3050–1550. p. n. e.). U priobalnom Guangdungu je neolit verovatno otpočeo od središnjeg područja reke Jangce (Đao 2013). U unutrašnjosti Guangdunga, neolit je nastupio 4.600 godina pre sadašnjosti (BP). Neolit u severnoj unutrašnjosti Guangdunga je predstavljen kulturom Šisja (石峽文化), koja se javljala od 4600. do 4200. godine pre nove ere (oko 2650–2250 pre nove ere).

### Imperial
Prvobitno naseljen mešavinom plemenskih grupa poznatih Kinezima kao Bajjue („Sto Jue“), region je prvi put postao deo Kine tokom dinastije Ćin. Pod dinastijom Ćin, počela je kineska administracija, a sa njom i pouzdani istorijski zapisi u regionu. Nakon uspostavljanja prvog ujedinjenog kineskog carstva, Ćin se proširio na jug i uspostavio Nanhaj komandu u Panju, blizu onoga što je sada deo Guangdžoua. Region je bio nezavisno kraljevstvo kao Nanjue između pada Ćina i vladavine cara Vua od Hana. Dinastija Han je upravljala Guangdungom, Guangsijem i severnim Vijetnamom kao provincijom Đaodži; najjužnija provincija Đaodži je korišćena kao kapija za trgovce sa zapada — čak i iz Rimskog carstva. Tokom perioda Vu kraljevstva Tri kraljevstva, Guangdung je postao samostalna provincija, Guang, 226. godine.
Kanton je bio prosperitetni lučki grad duž tropskog pograničnog regiona pod udarom bolesti i divljih životinja, ali bogat narandžama, ban‍janima, bananama i liči voćem. Trgovalo se robovima, svilom i porcelanskim posuđem sa Persijancima, Bramanima i Malajcima u zamenu za njihove renomirane lekove i mirišljavo tropsko drvo. Šiitski muslimani koji su izbegli od progona u Horasanu i budisti iz Indije živeli su jedni pored drugih u naprednom gradu i svaki narod je podizao svoje bogomolje. Strana četvrt je nastala duž reke gde su se naselili mnogi trgovci različitog porekla, uključujući Arape i Sinhaleze.
Važnost luke je opala nakon što su je 758. opljačkali Arapi i Persijanaci, i stranci su povremeno bili uznemiravani korumpiranim lokalnim zvaničnicima, ponekad nasilno reagujući. Tokom jednog incidenta 684. godine, na primer, kapetan trgovačkog broda je ubio korumpiranog guvernera koji je iskoristio svoj položaj da ukrade od trgovca.
Zajedno sa Guangsijem, Guangdung je 627. godine postao deo kruga Lingnan (politička podela oblasti), ili oblasti Planina-jug, 627. godine za vreme dinastije Tang. Guangdunški deo oblasti Lingnan preimenovan je u Guangnan istočna oblast (廣南東路) 971. za vreme dinastije Song (960–1279). „Istočni Guangnan“ (廣南東) je izvor imena „Guangdung“ (廣東).
Kako je vreme prolazilo, demografija današnjeg Guangdunga postepeno se pomerala ka (Han) kineskoj dominaciji pošto se stanovništvo mešalo zbog trgovine duž velikih kanala. Od pada dinastije Han pa nadalje, naglo se menjalo kroz masovnu migraciju sa severa tokom perioda političkih previranja i nomadskih upada. Na primer, unutrašnji sukobi u severnoj Kini nakon pobune An Lušana doveli su do povećanja stanovništva prefekture Guangdžou za 75% između 740-ih – 750-ih, i 800-ih – 810-ih godina. Kako je sve više migranata pristizalo, lokalno stanovništvo je postepeno asimilirano sa kineskom kulturom Han ili raseljeno.
Dok su Mongoli sa severa učestvovali u osvajanju Kine u 13. veku, dvor Južnog Songa pobegao je na jug iz svog glavnog grada u Hangdžou. Poraz dvora južnog Songa od strane mongolskih pomorskih snaga u bici kod Jamena 1279. u Guangdungu označio je kraj dinastije Južni Song (960–1279).
Tokom mongolske dinastije Juan, veliki delovi sadašnjeg Guangdunga pripadali su Đangsiju. Njegovo današnje ime, „provincija Guangdung” je uvedeno tokom rane dinastije Ming.
Od 16. veka, Guangdung je imao široke trgovinske veze sa ostatkom sveta. Evropski trgovci koji su dolazili na sever preko Malačkog moreuza i Južnog kineskog mora, posebno portugalski i britanski, intenzivno su trgovali preko Guangdžoua. Makao, na južnoj obali Guangdunga, bio je prvo evropsko naselje 1557. godine.
U 19. veku, opijum kojim se trgovalo preko Guangdžoua pokrenuo je Prvi opijumski rat, otvarajući eru prodora i intervencije zapadnih imperijalista u Kini. Pored Makaoa, koji je tada bio portugalska kolonija, Hongkong je ustupljen Britancima, a Kouang-Čeou-Van (današnja oblast Džanđanga) Francuzima.
Zbog velikog broja ljudi koji su emigrirali iz provincije Guangdung, a posebno zbog lakoće imigracije iz Hongkonga u druge delove Britanske imperije (kasnije Britanski komonvelt), mnoge prekomorske kineske zajednice vode poreklo iz Guangdunga i/ili kantonske kulture. Konkretno, dijalekti kantonskog, haka i teočev dijalekti imaju proporcionalno više govornika među kineskim narodom u inostranstvu nego mandarinski kineski. Pored toga, mnogi Kinezi koji govore tajšanski emigrirali su u zapadne zemlje, što je rezultiralo time da su mnoge zapadne verzije kineskih reči izvedene iz kantonskih dijalekata, a ne iz glavnog mandarinskog jezika, kao što je „dim sum“. Neke reči na mandarinskom kineskom izvorno stranog porekla takođe su došle iz originalnog stranog jezika putem kantonskog. Na primer, mandarinska reč níngméng (檸檬), što znači „limun“, potiče iz kantonskog, u kojem se znakovi izgovaraju kao lìng mung. U Sjedinjenim Državama postoji veliki broj Kineza koji su potomci imigranata iz grada Tajšana na nivou okruga (Toisan na kantonskom), koji govore karakterističnim dijalektom povezanim sa kantonskim koji se zove tajšanski (ili toišanski).
Tokom 1850-ih, Tajpinško nebesko kraljevstvo, čiji je vođa Hong Sjućuan bio rođen u Guangdungu i dobio pamflet od protestantskog hrišćanskog misionara u Guangdungu, bilo je u savezu sa lokalnom Guangdonškom Pobunom crvenih turbana (1854–1856). Zbog direktnog kontakta sa Zapadom, Guangdung je bio centar antimandžurskih i antiimperijalističkih aktivnosti. Opštepriznati osnivač moderne Kine, Sun Jat Sen, takođe je bio iz Guangdunga.

### 20. vek
Tokom ranih 1920-ih godina u Republici Kini, Guangdung je bio mesto gde se Kuomintang (KMT) pripremao za Severnu ekspediciju, pokušaj da se različite vojskovođe Kine vrate pod jedinstvenu centralnu vladu. Vojna akademija Vampu izgrađena je u blizini Guangdžoua za obuku vojnih komandanata.
Na kraju Kineskog građanskog rata Guangdung je postao jedno od poslednjih uporišta nacionalističke vlade u kontinentalnoj Kini, a Guangdžou je privremeno služio kao privremena prestonica Kuomintanga. Narodnooslobodilačka armija je preuzela kontrolu nad provincijom nakon povlačenja vlade Republike Kine na Tajvan.
Nova administracija Komunističke partije Kine izdala je oštre poreze, rekvirujući između 22 i 60 odsto žitarica godišnje. Međutim, lokalni partijski šef Fang Fang pokušao je da ublaži kinesku politiku zemljišne reforme kako bi zaštitio uspešne privrednike u delti Biserne reke, posede prekomorskih Kineza koji žele da se na kraju vrate u zemlju i komercijalne odnose sa Britanskim Hongkongom. Kao odgovor, Mao Cedung je 1952. uklonio Fanga i hiljade kadrova iz provincije, poslavši Tao Džua da sprovede mnogo oštriji program pod sloganom „Svako selo krvari, svako domaćinstvo se bori“.
Tokom reformi i otvaranja, Guangdung je podržavala centralna vlada da bude „jedan korak ispred“ ostatka zemlje. Većina velikih gradova u Guangdongu je sredinom 1980-ih prošla kroz liberalizacijske ekonomske reforme. Od reformi i otvaranja, pokrajina je doživela izuzetno brz ekonomski rast, delimično potpomognut bliskim trgovinskim vezama sa Hongkongom, koji se graniči sa njom. To je sada provincija sa najvećim bruto domaćim proizvodom u Kini.
Godine 1952, mali deo obale Guangdunga (Ćindžou, Ljendžou (sada okrug Hepu), Fangčenggang i Bejhaj) je dat Guangsiju, dajući mu pristup moru. Ovo je preokrenuto 1955, a zatim obnovljeno 1965. Ostrvo Hajnan je prvobitno bilo deo Guangdunga, ali je odvojeno u sopstvenu provinciju 1988. godine.

## Geografija
Guangdung je okrenut prema Južnom kineskom moru na jugu i ima ukupno 4.300 km (2.700 mi)) obale. Poluostrvo Lejdžou se nalazi na jugozapadnom kraju provincije. Postoji nekoliko neaktivnih vulkana na poluostrvu Lejdžou. Delta Biserne reke je konvergentna tačka tri uzvodne reke: Istočna reka, Severna reka i Zapadma reka. Delta reke je ispunjena stotinama malih ostrva. Pokrajina je geografski odvojena od severa sa nekoliko planinskih lanaca koji se zajednički nazivaju planine Nan (Nan Ling). Najviši vrh u provinciji je Šikengkong sa nadmorskom visinom od 6.240 feet (1.900 meters) iznad nivoa mora.
Guangdung se graniči sa Fuđenom na severoistoku, Đangsijem i Hunanom na severu, autonomnom regijom Guangsi na zapadu i posebnim administrativnim regionima Hongkong i Makao na jugu. Hajnan se nalazi na moru preko puta poluostrva Lejdžou. Ostrvo Prataš, kojim se tradicionalno upravljalo kao delom Guangdunga, deo je okruga Ciđin, Kaosjung, Tajvan. NRK nastavlja da polaže pravo na ostrvo Prataš kao deo Guangdunga pod okrugom Čengću, Šanvej.
Gradovi oko delte Biserne reke uključuju Dongguan, Fošan, Guangdžou, Huejdžou, Đangmen, Šendžen, Šunde, Tajšan, Džungšan i Džuhaj. Ostali gradovi u pokrajini su Čaodžou, Čenghaj, Nanhaj, Šantou, Šaoguan, Džanđang, Džaoćing, Jangđang i Junfu.
Guangdung ima vlažnu suptropsku klimu (Kepen Cfa u unutrašnjosti, Cwa duž obale). Zime su kratke, blage i relativno suve, dok su leta duga, vruća i veoma vlažna. Prosečne dnevne maksimalne temperature u Guangdžouu u januaru i julu su 18 i 33 °C (64 i 91 °F), iako se zbog vlažnosti leti oseća da je toplije. Mraz je retkost na obali, ali se može desiti nekoliko dana svake zime.

## Literatura
- Economic profile for Guangdong at the Hong Kong Trade Development Council

## Spoljašnje veze
- Statistički godišnjak
- Guangdong provincial government official website
- Complete Map of the Seven Coastal Provinces from 1821 to 1850
- Pictures and comments about life in Guangdong